# Плазмонный резонанс
Плазмонный резонанс (англ. plasmon resonance) — это резонансные колебания электронов при возбуждении поверхностного плазмона на его резонансной частоте внешней электромагнитной волной (в случае наноразмерных металлических структур называется локализованным плазмонным резонансом). Этот эффект лежит в основе многих инструментов для измерения адсорбции материала на поверхностях металлов, для которых характерно явление поверхностного плазмонного резонанса (ППР; Surface plasmon resonance - SPR).

## История
С момента первого наблюдения Вуда в 1902 году физический феномен ППР стал по экспоненте набирать свою популярность. Ученый заметил аномальные темные и светлые полосы в отраженном свете. Лорд Рэйли смог физически интерпретировать эту аномалию, но объяснение данного явления было оставалось невозможным. В 1968 году Отто и Кречманн сообщили о явлении поверхностного плазмонного резонанса. 
В 1983 году ППР впервые использовали для ППР-диагностики биомолекул. А в 2006 году появился первый коммерческий продукт - прибор Biacore для изучения биомолекулярных взаимодействий.
С тех пор зондирование ППР получает постоянно растущее внимание со стороны научного сообщества. ППР быстро набирает обороты в области количественного анализа в клинической лаборатории для иммуноферментного анализа, обнаружения мутаций, терапевтического мониторинга лекарственных средств (TDM) и тд. В период с 2005-2015 год SPR диагностика перешла от обычных призм Кречманна до нового поколения волоконных сенсоров с микро или нано структурами для усиления ППР.

## Плазмон
Необходимым условием для генерации поверхностных плазмонов является наличие свободных электронов на границе раздела двух материалов. На практике это всегда означает, что одним из этих материалов является металл (обычно золото), где много свободных электронов. Это условие естественно следует из анализа границы раздела металл/ диэлектрик методом уравнения Максвелла. Из этого анализа вырисовывается картина, что поверхностные плазмоны можно рассматривать как распространяющиеся волны электронной плотности, возникающие на границе раздела между металлом и диэлектриком. 

## Объяснение
Технический прием, позволяющий использовать поверхностные плазмоны в оптике, основан на использовании полного внутреннего отражения. При полном внутреннем отражении вдоль отражающей свет поверхности распространяется электромагнитная волна, скорость которой и зависит от угла падения. Если при определённом угле падения скорость этой волны совпадет со скоростью поверхностного плазмона на поверхности металла, то условия полного внутреннего отражения нарушатся, и отражение перестанет быть полным, возникнет поверхностный плазмонный резонанс.
Постоянная распространения поверхностной плазмонной волны, распространяющейся на границе раздела диэлектрика и металла, определяется следующим выражением:
{\displaystyle \beta =k{\sqrt {\frac {\varepsilon _{m}n_{s}^{2}}{\varepsilon _{m}+n_{s}^{2}}}}\,,}
где k обозначает волновое число в свободном пространстве, {\displaystyle \varepsilon _{m}} — диэлектрическую проницаемость металла и {\displaystyle n_{s}} — показатель преломления диэлектрика.
Из выражения следует, что золото, серебро и ещё несколько металлов удовлетворяют условию {\displaystyle {\begin{array}{lll}\varepsilon _{m}<-n_{s}^{2}\end{array}}}.
В наноразмерных металлических системах происходит модификация коллективных электронных возбуждений. Коллективное электронное возбуждение металлических наночастиц, размер которых меньше длины волны электромагнитного излучения в окружающей среде — локализованный поверхностный плазмон, — колеблется на частоте, меньшей частоты объемного плазмона в √3 раз, тогда как частота поверхностного плазмона примерно в √2 раз меньше, чем частота объемного плазмона. При совпадении частоты внешнего поля с частотой локализованного поверхностного плазмона возникает резонанс, приводящий к резкому усилению поля на поверхности частицы и увеличению сечения экстинкции.
Свойства локализованных плазмонов критически зависят от формы наночастиц, что позволяет настраивать систему их резонансов на эффективное взаимодействие со светом или элементарными квантовыми системами.

## Приложения
Так как длина распространения поверхностно плазмонных волн (ППВ) очень ограничена, чувствительное действие осуществляется непосредственно в области, где ППВ возбуждается оптической волной. Оптическая система, используемая для возбуждения ППВ одновременно используется для измерения SPR. Таким образом, чувствительность датчиков SPR не может выиграть от увеличения длины взаимодействия датчика, как это обычно происходит в датчиках, использующих управляемые режимы диэлектрических волноводов. Константа распространения ППВ всегда выше, чем константа распространения оптической волны в диэлектрике, и поэтому ППВ не может быть возбужден непосредственно падающей оптической волной на плоской границе раздела металл–диэлектрик. Поэтому импульс падающей оптической волны должен быть увеличен, чтобы соответствовать импульсу ППВ. Это изменение импульса обычно достигается с помощью ослабленного полного отражения в призменных ответвителях и оптических волноводах, а также дифракции на поверхности дифракционных решеток.
В датчиках SPR обычно используются следующие основные подходы к обнаружению:
1. Измерение интенсивности оптической волны вблизи резонанса.
2. Измерение резонансного импульса оптической волны, включая угловое и волновое измерение SPR.

### Иммуноанализ ППР (SPR)
Первый иммуноферментный анализ на SPR был предложен в 1983 году Лидбергом, Ниландером и Лундстремом, работавшими в то время из Технологического института Линчёпинга (Швеция).  Они адсорбировали человеческий IgG на серебряную пленку толщиной 600 ангстрем и использовали анализ для обнаружения антител к человеческому IgG в водном растворе. В отличие от многих других иммуноанализов, таких как ELISA , иммуноанализ SPR не содержит меток, поскольку молекула-метка не требуется для обнаружения аналита.  Кроме того, измерения SPR можно отслеживать в реальном времени, что позволяет отслеживать отдельные этапы последовательных событий связывания, что особенно полезно при оценке, например, сэндвич-комплексов.

### Интерпретация данных
Наиболее распространенная интерпретация данных основана на формулах Френеля , которые рассматривают сформированные тонкие пленки как бесконечные сплошные диэлектрические слои. Эта интерпретация может привести к множеству возможных значений показателя преломления и толщины. Однако обычно только одно решение находится в пределах разумного диапазона данных. В многопараметрическом поверхностном плазмонном резонансе две кривые ППР получают путем сканирования диапазона углов на двух разных длинах волн, что приводит к уникальному решению как для толщины, так и для показателя преломления.
Плазмоны металлических частиц обычно моделируются с использованием теории рассеяния Ми .
Во многих случаях подробные модели не применяются, но датчики калибруются для конкретного применения и используются с интерполяцией в пределах калибровочной кривой.

### Характеристика материала
Многопараметрический поверхностный плазмонный резонанс , особая конфигурация SPR, может использоваться для характеристики слоев и стопок слоев. Помимо кинетики связывания, MP-SPR может также предоставить информацию о структурных изменениях с точки зрения истинной толщины слоя и показателя преломления. MP-SPR был успешно применен в измерениях нацеливания и разрыва липидов,  CVD-осажденного одиночного монослоя графена (3,7 Å) ,а также полимеров микрометровой толщины. 